# Barragem de Abrilongo
A Barragem de Abrilongo está implantada sobre a ribeira de Abrilongo, no município de Campo Maior, distrito de Portalegre, Portugal. A barragem foi projectada em 1993 e entrou em funcionamento em 2000.

## Barragem
É uma barragem de aterro (terra zonada). Possui uma altura de 29 m acima da fundação (27 m acima do terreno natural) e um comprimento de coroamento de 1063 m (largura 8 m). O volume da barragem é de 494.900 m³. Possui uma capacidade de descarga máxima de 5 (descarga de fundo) + 420 (descarregador de cheias) m³/s.

## Albufeira
A albufeira da barragem apresenta uma superfície inundável ao NPA (Nível Pleno de Armazenamento) de 2,95 km² e tem uma capacidade total de 19,9 Mio. m³; a capacidade útil é de 18,9 Mio. m³. As cotas de água na albufeira são: NPA de 252 metros, NMC (Nível Máximo de Cheia) de 253,7 metros e NME (Nível Mínimo de Exploração) de 241,2 metros.